# پابلو دوران
پل دوران (انگلیسی: Pablo Durán؛ زادهٔ ۲۵ مهٔ ۲۰۰۱) بازیکن فوتبال اهل اسپانیا است که در پست وینگر برای سلتا د ویگو بی بازی می‌کند.